# Чемпионат мира по футболу 2022
Чемпионат мира по футболу 2022 года (араб. 2022 كأس العالم لكرة القدم‎, англ. 2022 FIFA World Cup) — 22-й чемпионат мира по футболу ФИФА, финальная часть которого прошла с 20 ноября по 18 декабря 2022 года в Катаре. Эта страна впервые в своей истории приняла чемпионат мира по футболу.
Кроме того, чемпионат мира по футболу впервые прошёл на Ближнем Востоке, а также впервые в Северном полушарии прошёл осенью и зимой. Организатор чемпионата мира 2022 года был назван 2 декабря 2010 года в Цюрихе (Швейцария). Финальный матч прошёл 18 декабря 2022 года на «Национальном стадионе» в Лусаиле, вмещающем 80 тысяч зрителей. Из-за сильной летней жары в Катаре этот чемпионат мира провели с конца ноября до середины декабря — это был первый чемпионат мира, который состоялся не в мае, июне или июле; также были сокращены сроки чемпионата — всего 29 дней.
Чемпионом в третий раз стала сборная Аргентины, обыгравшая в финале сборную Франции по пенальти (основной счёт 3:3). Бронзовые медали завоевала сборная Хорватии. Четвёртое место сенсационно заняла сборная Марокко, которая стала первой африканской и арабской командой, добившейся такого результата.
Это первый чемпионат мира, который прошёл в стране арабского мира, первый — в стране с абсолютной монархией, и первый в стране с мусульманским большинством, а также второй чемпионат мира, который прошёл в Азии (после турнира 2002 года в Республике Корея и Японии). Кроме того, это последний чемпионат мира ФИФА с 32 командами в финальной стадии. Несмотря на громкий коррупционный скандал, связанный с выбором страны-хозяйки ЧМ-2022, ФИФА опровергла данные о возможном переносе чемпионата из Катара.

## Выбор организатора
По заявлению ФИФА, оглашённому 18 марта 2009 года на проведение чемпионатов 2018 и 2022 годов, было принято 9 заявок, которые подали: Австралия, Англия, Индонезия, Мексика, Россия, США, Япония, Португалия и Испания (совместная заявка), Бельгия и Нидерланды (совместная заявка). Республика Корея и Катар объявили об участии в выборах хозяина только чемпионата мира 2022 года.

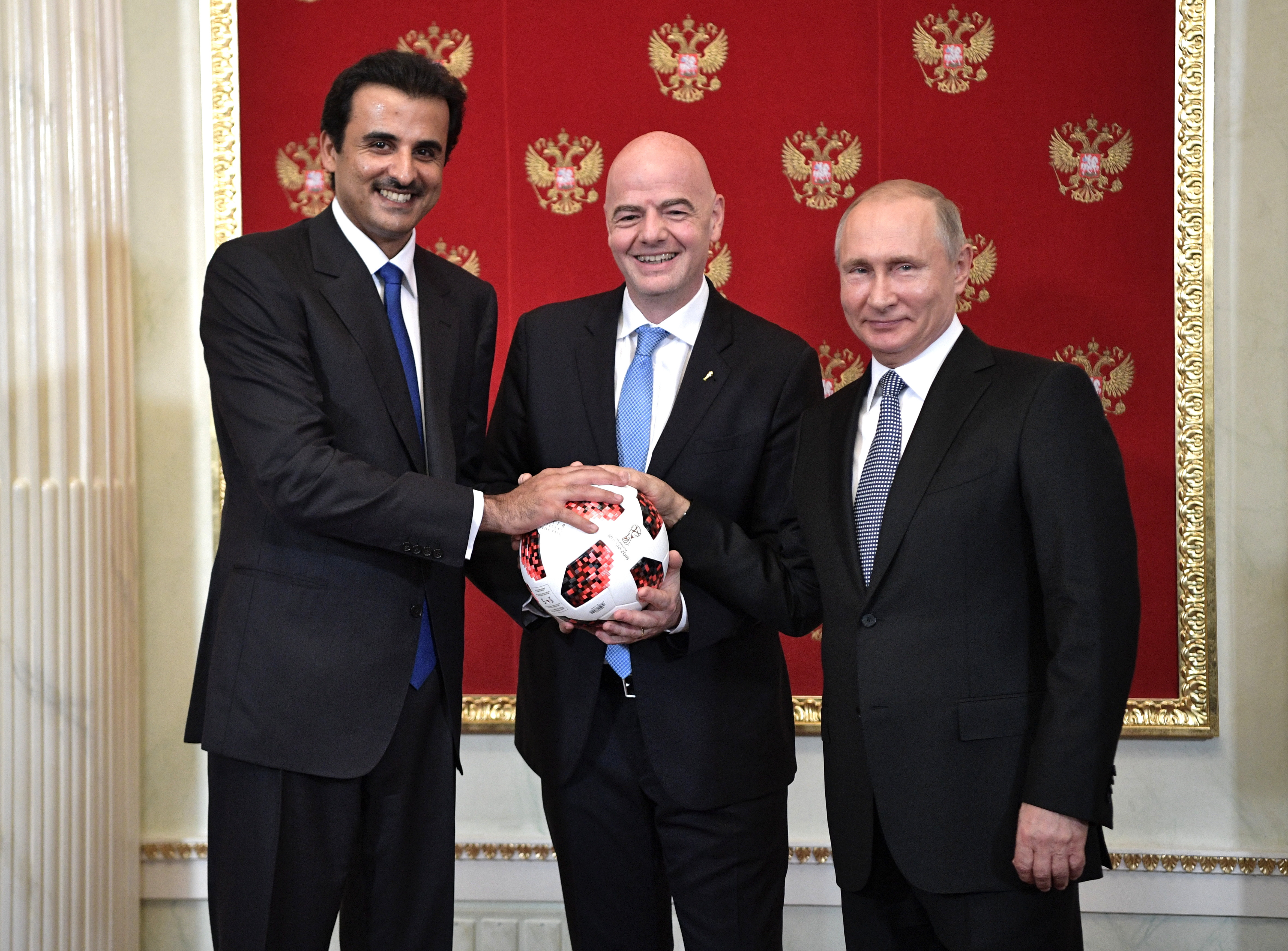
Эмир Катара Тамим бин Хамад Аль Тани, Президент ФИФА Джанни Инфантино и Президент России Владимир Путин на церемонии передачи права проведения чемпионата мира от России к Катару, 15 июля 2018 года

Выборы страны-хозяйки мирового первенства по футболу 2022 года прошли 2 декабря 2010 года в Цюрихе. Соперниками Катара были Австралия, США, Республика Корея и Япония.
Голосование проводилось в 4 тура, в первом туре из гонки за проведение турнира выбыла Австралия, во втором — Япония, в третьем туре меньше всего голосов получила Республика Корея. Борьба в решающем туре развернулась между американской и катарской заявкой, победу одержал Катар.
| Страна           | Первый тур | Второй тур | Третий тур | Четвёртый тур |
| ---------------- | ---------- | ---------- | ---------- | ------------- |
| Катар            | 11         | 10         | 11         | 14            |
| США              | 3          | 5          | 6          | 8             |
| Республика Корея | 4          | 5          | 5          | выбыла        |
| Япония           | 3          | 2          | выбыла     | выбыла        |
| Австралия        | 1          | выбыла     | выбыла     | выбыла        |

## Участники
Все участники проходят квалификацию чтобы попасть в состав команд. В финальном турнире чемпионата мира 2022 года приняли участие 32 сборные. Ранее предлагалось расширить число участников до 48 команд и провести некоторые матчи в соседних государствах, однако ФИФА в мае 2019 года отклонила эту инициативу. Жеребьёвка отборочного турнира прошла в 2020 году, хотя сначала сообщалось, что она пройдёт в 2019 году. Жеребьёвка финального этапа прошла 1 апреля 2022 года.
Впервые на чемпионате не было ни одного дебютанта, квалифицировавшегося через отборочный турнир. Катар автоматически квалифицировался на чемпионат как хозяин и является единственным дебютантом в таком случае, если не считать чемпионаты мира 1950 и 2014 годов, где дебютантами были только команды Англии и Боснии и Герцеговины соответственно, но при этом они квалифицировались через отборочный турнир.
Сборная России по футболу была не допущена к соревнованию ввиду российского вторжения на Украину.

### Квалифицировались в финальный турнир
| Сборная           | Способ квалификации                                     | Дата квалификации    | Участие | Подряд | В последний раз | Лучший результат                              |
| ----------------- | ------------------------------------------------------- | -------------------- | ------- | ------ | --------------- | --------------------------------------------- |
| Катар             | Организатор                                             | 2 декабря 2010 года  | Дебют   | Дебют  | Дебют           | Дебют                                         |
| Германия          | УЕФА, группа J, 1-е место                               | 11 октября 2021 года | 20      | 18     | 2018            | Чемпион (1954, 1974, 1990, 2014)              |
| Дания             | УЕФА, группа F, 1-е место                               | 12 октября 2021 года | 6       | 2      | 2018            | 1/4 финала (1998)                             |
| Бразилия          | КОНМЕБОЛ, отборочный раунд, 1-е место                   | 12 ноября 2021 года  | 22      | 22     | 2018            | Чемпион (1958, 1962, 1970, 1994, 2002)        |
| Франция           | УЕФА, группа D, 1-е место                               | 13 ноября 2021 года  | 16      | 7      | 2018            | Чемпион (1998, 2018)                          |
| Бельгия           | УЕФА, группа E, 1-е место                               | 13 ноября 2021 года  | 14      | 3      | 2018            | Бронзовый призёр (2018)                       |
| Хорватия          | УЕФА, группа H, 1-е место                               | 14 ноября 2021 года  | 6       | 3      | 2018            | Финалист (2018)                               |
| Испания           | УЕФА, группа B, 1-е место                               | 14 ноября 2021 года  | 16      | 12     | 2018            | Чемпион (2010)                                |
| Сербия            | УЕФА, группа A, 1-е место                               | 14 ноября 2021 года  | 3 (13)  | 2      | 2018            | 4-е место (1930, 1962)                        |
| Англия            | УЕФА, группа I, 1-е место                               | 15 ноября 2021 года  | 16      | 7      | 2018            | Чемпион (1966)                                |
| Швейцария         | УЕФА, группа C, 1-е место                               | 15 ноября 2021 года  | 12      | 5      | 2018            | 1/4 финала (1934, 1938, 1954)                 |
| Нидерланды        | УЕФА, группа G, 1-е место                               | 16 ноября 2021 года  | 11      | 1      | 2014            | Финалист (1974, 1978, 2010)                   |
| Аргентина         | КОНМЕБОЛ, отборочный раунд, 2-е место                   | 17 ноября 2021 года  | 18      | 13     | 2018            | Чемпион (1978, 1986)                          |
| Иран              | АФК, Группа A, 1-е место                                | 27 января 2022 года  | 6       | 3      | 2018            | Групповой этап (1978, 1998, 2006, 2014, 2018) |
| Республика Корея  | АФК, Группа A, 2-е место                                | 1 февраля 2022 года  | 11      | 10     | 2018            | 4-е место (2002)                              |
| Япония            | АФК, Группа B, 1-е место                                | 24 марта 2022 года   | 7       | 7      | 2018            | 1/8 финала (2002, 2010, 2018)                 |
| Саудовская Аравия | АФК, Группа B, 2-е место                                | 24 марта 2022 года   | 6       | 2      | 2018            | 1/8 финала (1994)                             |
| Уругвай           | КОНМЕБОЛ, отборочный раунд, 3-е место                   | 24 марта 2022 года   | 14      | 4      | 2018            | Чемпион (1930, 1950)                          |
| Эквадор           | КОНМЕБОЛ, отборочный раунд, 4-е место                   | 24 марта 2022 года   | 4       | 1      | 2014            | 1/8 финала (2006)                             |
| Канада            | КОНКАКАФ, 3-й раунд, 1-е место                          | 27 марта 2022 года   | 2       | 1      | 1986            | Групповой этап (1986)                         |
| Гана              | КАФ, победитель стыковых матчей                         | 29 марта 2022 года   | 4       | 1      | 2014            | 1/4 финала (2010)                             |
| Сенегал           | КАФ, победитель стыковых матчей                         | 29 марта 2022 года   | 3       | 2      | 2018            | 1/4 финала (2002)                             |
| Португалия        | УЕФА, победитель стыковых матчей                        | 29 марта 2022 года   | 8       | 6      | 2018            | 3-е место (1966)                              |
| Польша            | УЕФА, победитель стыковых матчей                        | 29 марта 2022 года   | 9       | 2      | 2018            | 3-е место (1974, 1982)                        |
| Тунис             | КАФ, победитель стыковых матчей                         | 29 марта 2022 года   | 6       | 2      | 2018            | Групповой этап (1978, 1998, 2002, 2006, 2018) |
| Марокко           | КАФ, победитель стыковых матчей                         | 29 марта 2022 года   | 6       | 2      | 2018            | 1/8 финала (1986)                             |
| Камерун           | КАФ, победитель стыковых матчей                         | 29 марта 2022 года   | 8       | 1      | 2014            | 1/4 финала (1990)                             |
| США               | КОНКАКАФ, 3-й раунд, 3-е место                          | 30 марта 2022 года   | 11      | 1      | 2014            | 3-е место (1930)                              |
| Мексика           | КОНКАКАФ, 3-й раунд, 2-е место                          | 30 марта 2022 года   | 17      | 8      | 2018            | 1/4 финала (1970, 1986)                       |
| Уэльс             | УЕФА, победитель стыковых матчей, путь А                | 5 июня 2022 года     | 2       | 1      | 1958            | 1/4 финала (1958)                             |
| Австралия         | АФК, победитель межконтинентальных стыковых матчей      | 13 июня 2022 года    | 6       | 5      | 2018            | 1/8 финала (2006)                             |
| Коста-Рика        | КОНКАКАФ, победитель межконтинентальных стыковых матчей | 14 июня 2022 года    | 6       | 3      | 2018            | 1/4 финала (2014)                             |

### Составы команд
В окончательные заявки сборных вошли по 26 игроков, из которых на матч допускаются только 23, минимум 3 из которых — вратари.

## Стадионы
8 стадионов из пяти городов приняли матчи ЧМ-2022. Для преодоления жары катарцы обязались оснастить стадионы системами охлаждения воздуха, поддерживающими температуру на уровне не выше +27 °C. Строительство первого стадиона началось в 2013 году и заняло 4 года. В 2021 году все стадионы были готовы к эксплуатации.
| Лусаил                                                                         | Эль-Хаур                                                                       | Доха                                                                           | Доха                                                                           |
| ------------------------------------------------------------------------------ | ------------------------------------------------------------------------------ | ------------------------------------------------------------------------------ | ------------------------------------------------------------------------------ |
| Национальный стадион                                                           | Эль-Байт                                                                       | Эль-Тумама                                                                     | Стадион 974                                                                    |
|                                                                                |                                                                                |                                                                                |                                                                                |
| Вместимость: 88 966                                                            | Вместимость: 68 895                                                            | Вместимость: 44 400                                                            | Вместимость: 44 089                                                            |
| Города в Катаре, в которых прошли матчиЛусаил Доха Эль-Хаур Эль-Вакра Эр-Райян | Города в Катаре, в которых прошли матчиЛусаил Доха Эль-Хаур Эль-Вакра Эр-Райян | Стадионы в Дохе и её окрестностяхЭдьюкейшн 974 Халифа Эль-Тумама Ахмед бин Али | Стадионы в Дохе и её окрестностяхЭдьюкейшн 974 Халифа Эль-Тумама Ахмед бин Али |
| Эр-Райян                                                                       | Эр-Райян                                                                       | Эр-Райян                                                                       | Эль-Вакра                                                                      |
| Халифа                                                                         | Ахмед бин Али                                                                  | Эдьюкейшн Сити                                                                 | Эль-Джануб                                                                     |
|                                                                                |                                                                                |                                                                                |                                                                                |
| Вместимость: 45 857                                                            | Вместимость: 45 032                                                            | Вместимость: 44 667                                                            | Вместимость: 44 325                                                            |

## Официальный мяч

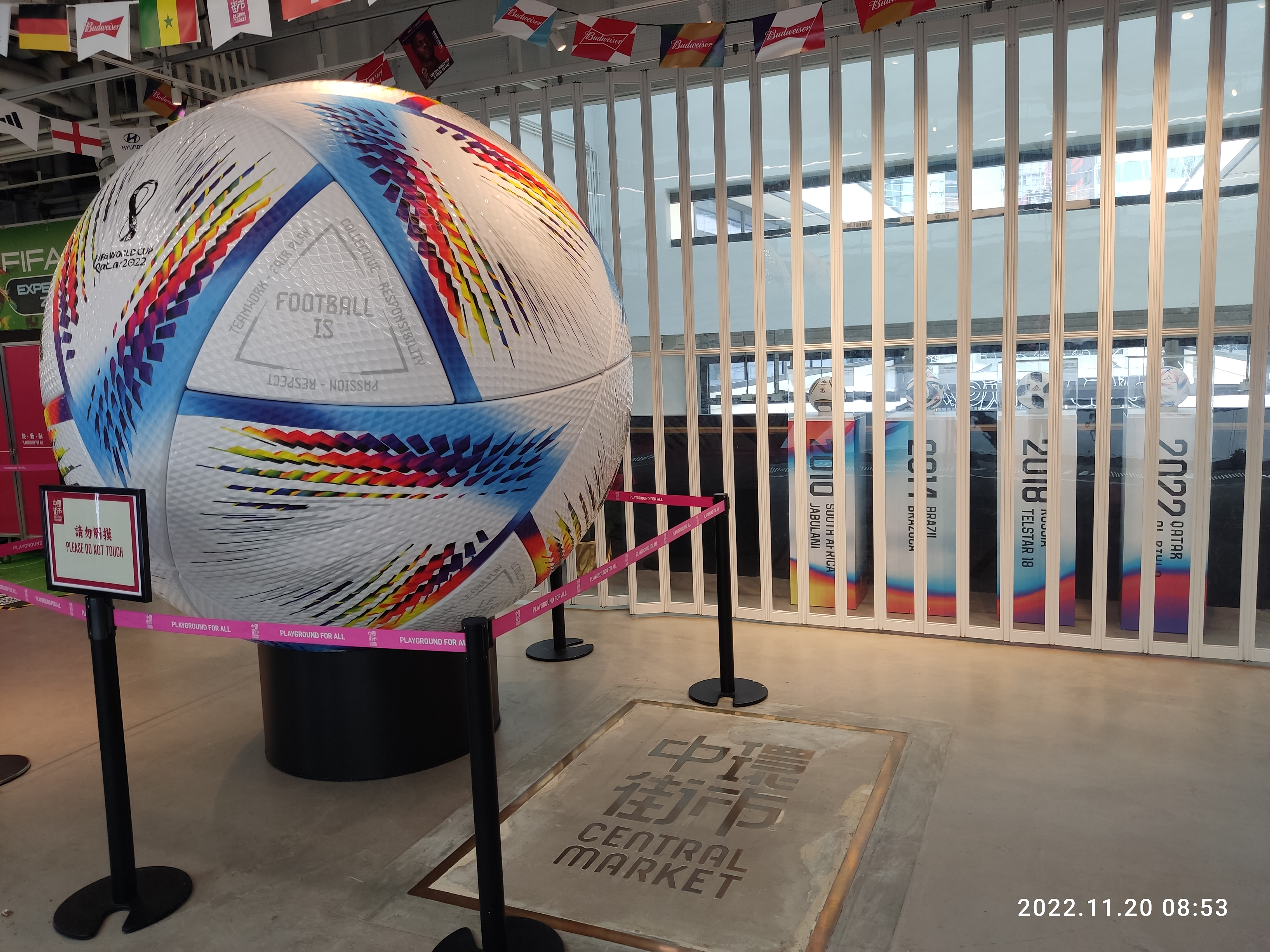
Мяч Al Rihla

30 марта 2022 года Adidas представила официальный мяч чемпионата мира-2022.
Мяч получил название Al Rihla (رحلة в переводе с арабского — «путешествие»). Он вдохновлён культурой, архитектурой и флагом Катара. Яркие цвета на перламутровом фоне символизируют страну-хозяйку турнира и постоянно растущую скорость игры.
Позже для полуфинала и финала был представлен мяч Al Hilm (в переводе с арабского — «мечта»). Его основной цвет золотой.

## Финальный турнир

### Жеребьёвка и посев команд
Жеребьёвка финального турнира, определившая состав групп, состоялась 1 апреля 2022 года в Выставочном центре Дохи .
В ней приняли участие 32 команды. В первую корзину для жеребьёвки попал Катар, как организатор чемпионата, и семь лидирующих команд согласно рейтингу ФИФА от 31 марта 2022 года. Катар автоматически занял первую строчку в группе A. В остальных семи группах первые строчки заняли семь других команд из корзины 1. Корзины 2, 3 и 4 были также сформированы в соответствии с рейтингом ФИФА от 31 марта 2022 года.

Примечание: Рейтинг ФИФА указан в скобках.
| Корзина 1 | Корзина 2                                                                                               | Корзина 3                                                                                                | Корзина 4 |
| --- | --- | --- | --- |
| Катар (организатор, 51) Бразилия (1) Бельгия (2) Франция (3) Аргентина (4) Англия (5) Испания (7) Португалия (8) | Мексика (9) Нидерланды (10) Дания (11) Германия (12) Уругвай (13) Швейцария (14) США (15) Хорватия (16) | Сенегал (20) Иран (21) Япония (23) Марокко (24) Сербия (25) Польша (26) Республика Корея (29) Тунис (35) | Камерун (37) Канада (38) Эквадор (46) Саудовская Аравия (49) Гана (60) Уэльс (18) Австралия (42) Коста-Рика (31) |

| Группа A   | Группа B | Группа C          | Группа D         |
| ---------- | -------- | ----------------- | ---------------- |
| Катар      | Англия   | Аргентина         | Франция          |
| Эквадор    | Иран     | Саудовская Аравия | Австралия        |
| Сенегал    | США      | Мексика           | Дания            |
| Нидерланды | Уэльс    | Польша            | Тунис            |
|            |          |                   |                  |
| Группа E   | Группа F | Группа G          | Группа H         |
| Испания    | Бельгия  | Бразилия          | Португалия       |
| Коста-Рика | Канада   | Сербия            | Гана             |
| Германия   | Марокко  | Швейцария         | Уругвай          |
| Япония     | Хорватия | Камерун           | Республика Корея |

### Составы команд
В окончательную заявку команд на турнир были включены не менее 23 игроков (из них не менее трёх вратарей). В случае травмы игроки в окончательной заявке могли быть заменены не позднее, чем за 24 часа до первого матча команды на турнире.

### Судьи
Список судей, утверждённый ФИФА для обслуживания матчей чемпионата мира:
| АФК Крис Бит Алиреза Фагани Абдулрахман аль-Джассим Ма Нин Мохаммед Абдулла Мохамед Ёсими Ямасита КАФ Мустафа Горбаль Бакари Гассама Джанни Сиказве Салима Мукансанга Магетт Ндиай Виктор Гомес | КОНКАКАФ Марио Эскобар Саид Мартинес Сесар Рамос Иван Бартон Исмаил Эльфат КОНМЕБОЛ Фернандо Рапаллини Факундо Тельо Рафаэл Клаус Вилтон Сампайо Хесус Валенсуэла Кевин Ортега Андрес Матонте | ОФК Мэттью Конгер УЕФА Майкл Оливер Энтони Тейлор Даниэль Зиберт Антонио Матеу Лаос Даниэле Орсато Данни Маккели Шимон Марциняк Иштван Ковач Славко Винчич Клеман Тюрпен Стефани Фраппар |

## Групповой этап

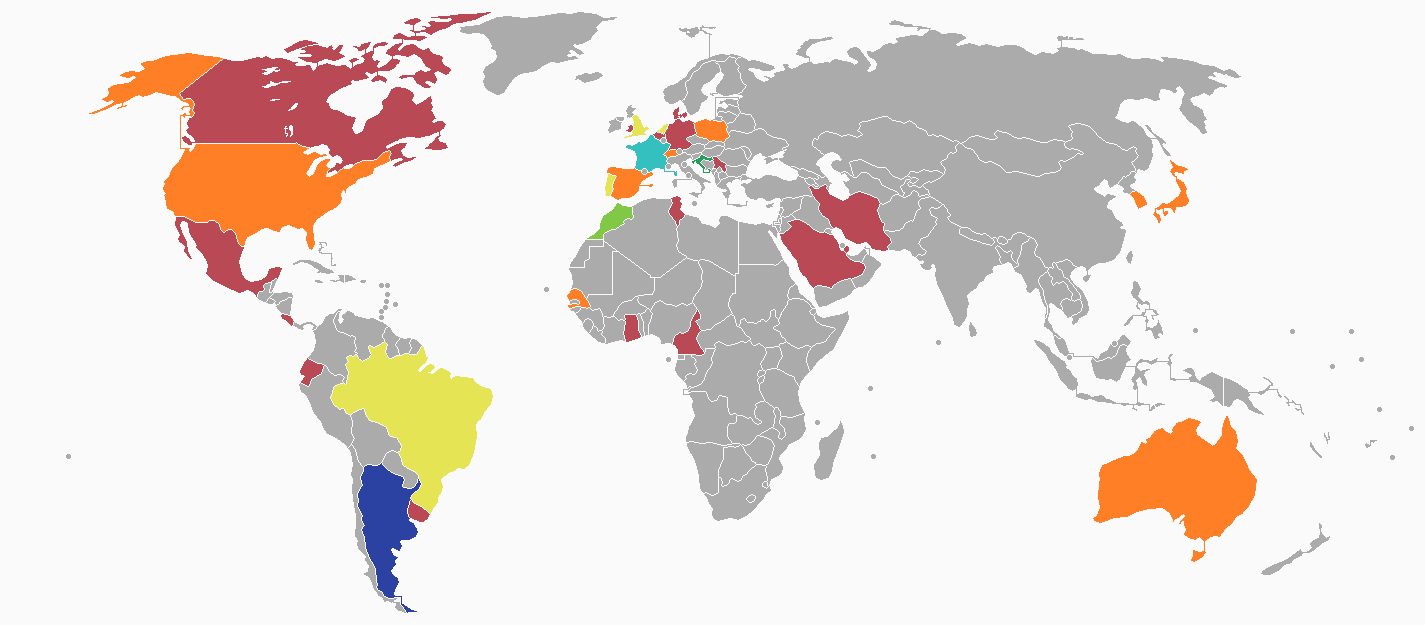
Чемпион
Серебряный призёр
Бронзовый призёр
4-е место
Четвертьфиналисты
1/8 финала
Групповой этап

Время начала матчей указано местное (UTC+3, эквивалентно московскому времени).

### Критерии классификации команд
Места команд в группах определяются следующими правилами:
1. Общее количество очков, набранных во всех групповых матчах;
2. Разница забитых и пропущенных мячей во всех групповых матчах;
3. Количество голов, забитых во всех групповых матчах;

Если две или более команды имеют равные показатели по критериям, перечисленным выше, их места определяются нижеперечисленными дополнительными критериями:
1. Очки, набранные в матчах группового этапа между рассматриваемыми командами;
2. Разница забитых и пропущенных мячей в матчах группового этапа между рассматриваемыми командами;
3. Количество голов, забитых в матчах группового этапа между рассматриваемыми командами;
4. Очки фейр-плей   - Первая жёлтая карточка: минус 1 очко;
  - Непрямая красная карточка (вторая жёлтая карточка): минус 3 очка;
  - Прямая красная карточка: минус 4 очка;
  - Жёлтая карточка и прямая красная карточка: минус 5 очков;
5. Жеребьёвка организационным комитетом FIFA.

### Группа A
| Поз | Команда    | И | В | Н | П | МЗ | МП | РМ | О | Квалификация     |
| --- | ---------- | - | - | - | - | -- | -- | -- | - | ---------------- |
| 1   | Нидерланды | 3 | 2 | 1 | 0 | 5  | 1  | +4 | 7 | Выход в плей-офф |
| 2   | Сенегал    | 3 | 2 | 0 | 1 | 5  | 4  | +1 | 6 | Выход в плей-офф |
| 3   | Эквадор    | 3 | 1 | 1 | 1 | 4  | 3  | +1 | 4 |                  |
| 4   | Катар (Х)  | 3 | 0 | 0 | 3 | 1  | 7  | −6 | 0 |                  |

| Катар | 0:2     | Эквадор                 |
| ----- | ------- | ----------------------- |
|       | (отчёт) | Валенсия 16′ (пен.) 31′ |

| Сенегал | 0:2     | Нидерланды                  |
| ------- | ------- | --------------------------- |
|         | (отчёт) | - Гакпо 84′ - Классен 90+9′ |

| Катар       | 1:3     | Сенегал                            |
| ----------- | ------- | ---------------------------------- |
| Мунтари 78′ | (отчёт) | - Диа 41′ - Дьедью 48′ - Дьенг 84′ |

| Нидерланды | 1:1     | Эквадор      |
| ---------- | ------- | ------------ |
| Гакпо 6′   | (отчёт) | Валенсия 49′ |

| Эквадор     | 1:2     | Сенегал                             |
| ----------- | ------- | ----------------------------------- |
| Кайседо 67′ | (отчёт) | - И. Сарр 44′ (пен.) - Кулибали 70′ |

| Нидерланды                   | 2:0     | Катар |
| ---------------------------- | ------- | ----- |
| - Гакпо 26′ - Ф. де Йонг 49′ | (отчёт) |       |

### Группа B
| Поз | Команда | И | В | Н | П | МЗ | МП | РМ | О | Квалификация     |
| --- | ------- | - | - | - | - | -- | -- | -- | - | ---------------- |
| 1   | Англия  | 3 | 2 | 1 | 0 | 9  | 2  | +7 | 7 | Выход в плей-офф |
| 2   | США     | 3 | 1 | 2 | 0 | 2  | 1  | +1 | 5 | Выход в плей-офф |
| 3   | Иран    | 3 | 1 | 0 | 2 | 4  | 7  | −3 | 3 |                  |
| 4   | Уэльс   | 3 | 0 | 1 | 2 | 1  | 6  | −5 | 1 |                  |

| Англия                                                                     | 6:2     | Иран                     |
| -------------------------------------------------------------------------- | ------- | ------------------------ |
| - Беллингем 35′ - Сака 43′ 62′ - Стерлинг 45+1′ - Рашфорд 71′ - Грилиш 90′ | (отчёт) | Тареми 65′ 90+13′ (пен.) |

| США     | 1:1     | Уэльс           |
| ------- | ------- | --------------- |
| Веа 36′ | (отчёт) | Бейл 82′ (пен.) |

| Уэльс | 0:2     | Иран                           |
| ----- | ------- | ------------------------------ |
|       | (отчёт) | - Чешми 90+8′ - Резаэян 90+11′ |

| Англия | 0:0     | США |
| ------ | ------- | --- |
|        | (отчёт) |     |

| Уэльс | 0:3     | Англия                        |
| ----- | ------- | ----------------------------- |
|       | (отчёт) | - Рашфорд 50′ 68′ - Фоден 51′ |

| Иран | 0:1     | США         |
| ---- | ------- | ----------- |
|      | (отчёт) | Пулишич 38′ |

### Группа C
| Поз | Команда           | И | В | Н | П | МЗ | МП | РМ | О | Квалификация     |
| --- | ----------------- | - | - | - | - | -- | -- | -- | - | ---------------- |
| 1   | Аргентина         | 3 | 2 | 0 | 1 | 5  | 2  | +3 | 6 | Выход в плей-офф |
| 2   | Польша            | 3 | 1 | 1 | 1 | 2  | 2  | 0  | 4 | Выход в плей-офф |
| 3   | Мексика           | 3 | 1 | 1 | 1 | 2  | 3  | −1 | 4 |                  |
| 4   | Саудовская Аравия | 3 | 1 | 0 | 2 | 3  | 5  | −2 | 3 |                  |

| Аргентина          | 1:2     | Саудовская Аравия                |
| ------------------ | ------- | -------------------------------- |
| - Месси 10′ (пен.) | (отчёт) | - аш-Шехри 48′ - аль-Давсари 53′ |

| Мексика | 0:0     | Польша |
| ------- | ------- | ------ |
|         | (отчёт) |        |

| Польша                              | 2:0     | Саудовская Аравия |
| ----------------------------------- | ------- | ----------------- |
| - Зелиньский 39′ - Левандовский 82′ | (отчёт) |                   |

| Аргентина                   | 2:0     | Мексика |
| --------------------------- | ------- | ------- |
| - Месси 64′ - Фернандес 87′ | (отчёт) |         |

| Польша | 0:2     | Аргентина                        |
| ------ | ------- | -------------------------------- |
|        | (отчёт) | - Макаллистер 46′ - Альварес 67′ |

| Саудовская Аравия   | 1:2     | Мексика                  |
| ------------------- | ------- | ------------------------ |
| - аль-Давсари 90+5′ | (отчёт) | - Мартин 47′ - Чавес 52′ |

### Группа D
| Поз | Команда   | И | В | Н | П | МЗ | МП | РМ | О | Квалификация     |
| --- | --------- | - | - | - | - | -- | -- | -- | - | ---------------- |
| 1   | Франция   | 3 | 2 | 0 | 1 | 6  | 3  | +3 | 6 | Выход в плей-офф |
| 2   | Австралия | 3 | 2 | 0 | 1 | 3  | 4  | −1 | 6 | Выход в плей-офф |
| 3   | Тунис     | 3 | 1 | 1 | 1 | 1  | 1  | 0  | 4 |                  |
| 4   | Дания     | 3 | 0 | 1 | 2 | 1  | 3  | −2 | 1 |                  |

| Дания | 0:0     | Тунис |
| ----- | ------- | ----- |
|       | (отчёт) |       |

| Франция                                 | 4:1     | Австралия |
| --------------------------------------- | ------- | --------- |
| - Рабьо 27′ - Жиру 32′ 71′ - Мбаппе 68′ | (отчёт) | Гудвин 9′ |

| Тунис | 0:1     | Австралия |
| ----- | ------- | --------- |
|       | (отчёт) | Дьюк 23′  |

| Франция        | 2:1     | Дания             |
| -------------- | ------- | ----------------- |
| Мбаппе 61′ 86′ | (отчёт) | А. Кристенсен 68′ |

| Австралия | 1:0     | Дания |
| --------- | ------- | ----- |
| Леки 60′  | (отчёт) |       |

| Тунис     | 1:0     | Франция |
| --------- | ------- | ------- |
| Хазри 58′ | (отчёт) |         |

### Группа E
| Поз | Команда    | И | В | Н | П | МЗ | МП | РМ | О | Квалификация     |
| --- | ---------- | - | - | - | - | -- | -- | -- | - | ---------------- |
| 1   | Япония     | 3 | 2 | 0 | 1 | 4  | 3  | +1 | 6 | Выход в плей-офф |
| 2   | Испания    | 3 | 1 | 1 | 1 | 9  | 3  | +6 | 4 | Выход в плей-офф |
| 3   | Германия   | 3 | 1 | 1 | 1 | 6  | 5  | +1 | 4 |                  |
| 4   | Коста-Рика | 3 | 1 | 0 | 2 | 3  | 11 | −8 | 3 |                  |

| Германия            | 1:2     | Япония                 |
| ------------------- | ------- | ---------------------- |
| Гюндоган 33′ (пен.) | (отчёт) | - Доан 75′ - Асано 83′ |

| Испания                                                                                    | 7:0     | Коста-Рика |
| ------------------------------------------------------------------------------------------ | ------- | ---------- |
| - Ольмо 11′ - Асенсио 21′ - Ф. Торрес 31′ (пен.) 54′ - Гави 74′ - Солер 90′ - Мората 90+2′ | (отчёт) |            |

| Япония | 0:1     | Коста-Рика |
| ------ | ------- | ---------- |
|        | (отчёт) | Фуллер 81′ |

| Испания    | 1:1     | Германия      |
| ---------- | ------- | ------------- |
| Мората 62′ | (отчёт) | Фюллькруг 83′ |

| Япония                  | 2:1     | Испания      |
| ----------------------- | ------- | ------------ |
| - Доан 48′ - Танака 51′ | (отчёт) | - Мората 11′ |

| Коста-Рика                | 2:4     | Германия                                      |
| ------------------------- | ------- | --------------------------------------------- |
| - Техеда 58′ - Варгас 70′ | (отчёт) | - Гнабри 10′ - Хаверц 73′ 85′ - Фюллькруг 89′ |

### Группа F
| Поз | Команда  | И | В | Н | П | МЗ | МП | РМ | О | Квалификация     |
| --- | -------- | - | - | - | - | -- | -- | -- | - | ---------------- |
| 1   | Марокко  | 3 | 2 | 1 | 0 | 4  | 1  | +3 | 7 | Выход в плей-офф |
| 2   | Хорватия | 3 | 1 | 2 | 0 | 4  | 1  | +3 | 5 | Выход в плей-офф |
| 3   | Бельгия  | 3 | 1 | 1 | 1 | 1  | 2  | −1 | 4 |                  |
| 4   | Канада   | 3 | 0 | 0 | 3 | 2  | 7  | −5 | 0 |                  |

| Марокко | 0:0     | Хорватия |
| ------- | ------- | -------- |
|         | (отчёт) |          |

| Бельгия      | 1:0     | Канада |
| ------------ | ------- | ------ |
| Батшуайи 44′ | (отчёт) |        |

| Бельгия | 0:2     | Марокко                      |
| ------- | ------- | ---------------------------- |
|         | (отчёт) | - Саисс 73′ - Абухляль 90+2′ |

| Хорватия                                     | 4:1     | Канада    |
| -------------------------------------------- | ------- | --------- |
| - Крамарич 36′ 70′ - Ливая 44′ - Майер 90+4′ | (отчёт) | Дейвис 2′ |

| Хорватия | 0:0     | Бельгия |
| -------- | ------- | ------- |
|          | (отчёт) |         |

| Канада           | 1:2     | Марокко                   |
| ---------------- | ------- | ------------------------- |
| Агерд 40′ (авт.) | (отчёт) | - Зиеш 4′ - Эн-Несири 23′ |

### Группа G
| Поз | Команда   | И | В | Н | П | МЗ | МП | РМ | О | Квалификация     |
| --- | --------- | - | - | - | - | -- | -- | -- | - | ---------------- |
| 1   | Бразилия  | 3 | 2 | 0 | 1 | 3  | 1  | +2 | 6 | Выход в плей-офф |
| 2   | Швейцария | 3 | 2 | 0 | 1 | 4  | 3  | +1 | 6 | Выход в плей-офф |
| 3   | Камерун   | 3 | 1 | 1 | 1 | 4  | 4  | 0  | 4 |                  |
| 4   | Сербия    | 3 | 0 | 1 | 2 | 5  | 8  | −3 | 1 |                  |

| Швейцария  | 1:0     | Камерун |
| ---------- | ------- | ------- |
| Эмболо 48′ | (отчёт) |         |

| Бразилия           | 2:0     | Сербия |
| ------------------ | ------- | ------ |
| Ришарлисон 62′ 73′ | (отчёт) |        |

| Камерун                                            | 3:3     | Сербия                                                         |
| -------------------------------------------------- | ------- | -------------------------------------------------------------- |
| - Кастеллетто 29′ - Абубакар 63′ - Шупо-Мотинг 66′ | (отчёт) | - Павлович 45+1′ - С. Милинкович-Савич 45+3′ - А. Митрович 53′ |

| Бразилия     | 1:0     | Швейцария |
| ------------ | ------- | --------- |
| Каземиро 83′ | (отчёт) |           |

| Сербия                           | 2:3     | Швейцария                               |
| -------------------------------- | ------- | --------------------------------------- |
| - А. Митрович 26′ - Влахович 35′ | (отчёт) | - Шакири 20′ - Эмболо 44′ - Фройлер 48′ |

| Камерун        | 1:0     | Бразилия |
| -------------- | ------- | -------- |
| Абубакар 90+2′ | (отчёт) |          |

### Группа H
| Поз | Команда          | И | В | Н | П | МЗ | МП | РМ | О | Квалификация     |
| --- | ---------------- | - | - | - | - | -- | -- | -- | - | ---------------- |
| 1   | Португалия       | 3 | 2 | 0 | 1 | 6  | 4  | +2 | 6 | Выход в плей-офф |
| 2   | Республика Корея | 3 | 1 | 1 | 1 | 4  | 4  | 0  | 4 | Выход в плей-офф |
| 3   | Уругвай          | 3 | 1 | 1 | 1 | 2  | 2  | 0  | 4 |                  |
| 4   | Гана             | 3 | 1 | 0 | 2 | 5  | 7  | −2 | 3 |                  |

| Уругвай | 0:0     | Республика Корея |
| ------- | ------- | ---------------- |
|         | (отчёт) |                  |

| Португалия                                                  | 3:2     | Гана                      |
| ----------------------------------------------------------- | ------- | ------------------------- |
| - Криштиану Роналду 65′ (пен.) - Жуан Феликс 78′ - Леан 80′ | (отчёт) | - А. Айю 73′ - Букари 89′ |

| Республика Корея  | 2:3     | Гана                         |
| ----------------- | ------- | ---------------------------- |
| Чо Гю Сон 58′ 61′ | (отчёт) | - Салису 24′ - Кудус 34′ 68′ |

| Португалия                 | 2:0     | Уругвай |
| -------------------------- | ------- | ------- |
| Фернандеш 54′ 90+3′ (пен.) | (отчёт) |         |

| Гана | 0:2     | Уругвай               |
| ---- | ------- | --------------------- |
|      | (отчёт) | Де Арраскаэта 26′ 32′ |

| Республика Корея                       | 2:1     | Португалия |
| -------------------------------------- | ------- | ---------- |
| - Ким Ён Гвон 27′ - Хван Хи Чхан 90+1′ | (отчёт) | Орта 5′    |

## Плей-офф
Если после завершения 90 минут основного времени счёт в матче остаётся ничейным, назначается дополнительное время (два мини-тайма по 15 минут). Если и после завершения дополнительного времени счёт остаётся ничейным, для определения победителя назначается серия послематчевых пенальти, которая и позволит определить победителя.

### Сетка турнира
|  | 1/8 финала                            | 1/8 финала                            |                                |       | Четвертьфиналы       | Четвертьфиналы       |                                |                                | Полуфиналы | Полуфиналы |  |  | Финал | Финал |
|  |                                       |                                       |                                |       |                      |                      |                                |                                |            |            |  |  |       |       |
|  | 3 декабря — Эр-Райян (Халифа)         |                                       |                                |       |                      |                      |                                |                                |            |            |  |  |       |       |
|  |                                       |                                       |                                |       |                      |                      |                                |                                |            |            |  |  |       |       |
|  | Нидерланды                            | 3                                     |                                |       |                      |                      |                                |                                |            |            |  |  |       |       |
|  | Нидерланды                            | 3                                     | 9 декабря — Лусаил             |       |                      |                      |                                |                                |            |            |  |  |       |       |
|  | США                                   | 1                                     |                                |       |                      |                      |                                |                                |            |            |  |  |       |       |
|  | США                                   | 1                                     | Нидерланды                     | 2 (3) |                      |                      |                                |                                |            |            |  |  |       |       |
|  | 3 декабря — Эр-Райян (Ахмед ибн Али)  |                                       | Нидерланды                     | 2 (3) |                      |                      |                                |                                |            |            |  |  |       |       |
|  |                                       | Аргентина (пен.)                      | 2 (4)                          |       |                      |                      |                                |                                |            |            |  |  |       |       |
|  | Аргентина                             | Аргентина (пен.)                      | 2 (4)                          | 2     |                      |                      |                                |                                |            |            |  |  |       |       |
|  | Аргентина                             |                                       | 13 декабря — Лусаил            | 2     |                      |                      |                                |                                |            |            |  |  |       |       |
|  | Австралия                             | 1                                     |                                |       |                      |                      |                                |                                |            |            |  |  |       |       |
|  | Австралия                             | 1                                     | Аргентина                      | 3     |                      |                      |                                |                                |            |            |  |  |       |       |
|  | 5 декабря — Эль-Вакра                 |                                       | Аргентина                      | 3     |                      |                      |                                |                                |            |            |  |  |       |       |
|  |                                       | Хорватия                              | 0                              |       |                      |                      |                                |                                |            |            |  |  |       |       |
|  | Япония                                | Хорватия                              | 0                              | 1 (1) |                      |                      |                                |                                |            |            |  |  |       |       |
|  | Япония                                | 9 декабря — Эр-Райян (Эдьюкейшн Сити) |                                | 1 (1) |                      |                      |                                |                                |            |            |  |  |       |       |
|  | Хорватия (пен.)                       | 1 (3)                                 |                                |       |                      |                      |                                |                                |            |            |  |  |       |       |
|  | Хорватия (пен.)                       | 1 (3)                                 | Хорватия (пен.)                | 1 (4) |                      |                      |                                |                                |            |            |  |  |       |       |
|  | 5 декабря — Доха (Стадион 974)        |                                       | Хорватия (пен.)                | 1 (4) |                      |                      |                                |                                |            |            |  |  |       |       |
|  |                                       | Бразилия                              | 1 (2)                          |       |                      |                      |                                |                                |            |            |  |  |       |       |
|  | Бразилия                              | Бразилия                              | 1 (2)                          | 4     |                      |                      |                                |                                |            |            |  |  |       |       |
|  | Бразилия                              |                                       | 18 декабря — Лусаил            | 4     |                      |                      |                                |                                |            |            |  |  |       |       |
|  | Республика Корея                      | 1                                     |                                |       |                      |                      |                                |                                |            |            |  |  |       |       |
|  | Республика Корея                      | 1                                     | Аргентина (пен.)               | 3 (4) |                      |                      |                                |                                |            |            |  |  |       |       |
|  | 4 декабря — Эль-Хаур                  |                                       | Аргентина (пен.)               | 3 (4) |                      |                      |                                |                                |            |            |  |  |       |       |
|  |                                       | Франция                               | 3 (2)                          |       |                      |                      |                                |                                |            |            |  |  |       |       |
|  | Англия                                | Франция                               | 3 (2)                          | 3     |                      |                      |                                |                                |            |            |  |  |       |       |
|  | Англия                                | 10 декабря — Эль-Хаур                 |                                | 3     |                      |                      |                                |                                |            |            |  |  |       |       |
|  | Сенегал                               | 0                                     |                                |       |                      |                      |                                |                                |            |            |  |  |       |       |
|  | Сенегал                               | 0                                     | Англия                         | 1     |                      |                      |                                |                                |            |            |  |  |       |       |
|  | 4 декабря — Доха (Эль-Тумама)         |                                       | Англия                         | 1     |                      |                      |                                |                                |            |            |  |  |       |       |
|  |                                       | Франция                               | 2                              |       |                      |                      |                                |                                |            |            |  |  |       |       |
|  | Франция                               | Франция                               | 2                              | 3     |                      |                      |                                |                                |            |            |  |  |       |       |
|  | Франция                               |                                       | 14 декабря — Эль-Хаур          | 3     |                      |                      |                                |                                |            |            |  |  |       |       |
|  | Польша                                | 1                                     |                                |       |                      |                      |                                |                                |            |            |  |  |       |       |
|  | Польша                                | 1                                     | Франция                        | 2     |                      |                      |                                |                                |            |            |  |  |       |       |
|  | 6 декабря — Эр-Райян (Эдьюкейшн Сити) |                                       | Франция                        | 2     |                      |                      |                                |                                |            |            |  |  |       |       |
|  |                                       | Марокко                               | 0                              |       | Матч за третье место | Матч за третье место |                                |                                |            |            |  |  |       |       |
|  | Марокко (пен.)                        | Марокко                               | 0                              | 0 (3) | Матч за третье место | Матч за третье место |                                |                                |            |            |  |  |       |       |
|  | Марокко (пен.)                        | 10 декабря — Доха (Эль-Тумама)        | 10 декабря — Доха (Эль-Тумама) | 0 (3) |                      |                      | 17 декабря — Эр-Райян (Халифа) | 17 декабря — Эр-Райян (Халифа) |            |            |  |  |       |       |
|  | Испания                               | 10 декабря — Доха (Эль-Тумама)        | 10 декабря — Доха (Эль-Тумама) | 0 (0) |                      |                      | 17 декабря — Эр-Райян (Халифа) | 17 декабря — Эр-Райян (Халифа) |            |            |  |  |       |       |
|  | Испания                               | Марокко                               | 1                              | 0 (0) | Хорватия             | 2                    |                                |                                |            |            |  |  |       |       |
|  | 6 декабря — Лусаил                    | Марокко                               | 1                              |       | Хорватия             | 2                    |                                |                                |            |            |  |  |       |       |
|  |                                       | Португалия                            | 0                              |       | Марокко              | 1                    |                                |                                |            |            |  |  |       |       |
|  | Португалия                            | Португалия                            | 0                              | 6     | Марокко              | 1                    |                                |                                |            |            |  |  |       |       |
|  | Португалия                            |                                       |                                | 6     |                      |                      |                                |                                |            |            |  |  |       |       |
|  | Швейцария                             | 1                                     |                                |       |                      |                      |                                |                                |            |            |  |  |       |       |
|  | Швейцария                             | 1                                     |                                |       |                      |                      |                                |                                |            |            |  |  |       |       |

### 1/8 финала
| Нидерланды                              | 3:1     | США      |
| --------------------------------------- | ------- | -------- |
| - Депай 10′ - Блинд 45+1′ - Дюмфрис 81′ | (отчёт) | Райт 76′ |

| Аргентина                | 2:1     | Австралия            |
| ------------------------ | ------- | -------------------- |
| Месси 35′ · Альварес 57′ | (отчёт) | Фернандес 77′ (авт.) |

| Франция                       | 3:1     | Польша                    |
| ----------------------------- | ------- | ------------------------- |
| - Жиру 44′ - Мбаппе 74′ 90+1′ | (отчёт) | Левандовский 90+9′ (пен.) |

| Англия                                  | 3:0     | Сенегал |
| --------------------------------------- | ------- | ------- |
| - Хендерсон 38′ - Кейн 45+3′ - Сака 57′ | (отчёт) |         |

| Япония                              | 1:1 (доп. вр.) | Хорватия                              |
| ----------------------------------- | -------------- | ------------------------------------- |
| Маэда 43′                           | (отчёт)        | Перишич 55′                           |
| Пенальти                            |                |                                       |
| - Минамино - Митома - Асано - Ёсида | 1:3            | - Влашич - Брозович - Ливая - Пашалич |

| Бразилия                                                        | 4:1     | Республика Корея |
| --------------------------------------------------------------- | ------- | ---------------- |
| - Винисиус 7′ - Неймар 13′ (пен.) - Ришарлисон 29′ - Пакета 36′ | (отчёт) | Пэк Сын Хо 76′   |

| Марокко                          | 0:0 (доп. вр.) | Испания                     |
| -------------------------------- | -------------- | --------------------------- |
|                                  | (отчёт)        |                             |
| Пенальти                         |                |                             |
| - Сабири - Зиеш - Банун - Хакими | 3:0            | - Сарабия - Солер - Бускетс |

| Португалия                                                 | 6:1     | Швейцария   |
| ---------------------------------------------------------- | ------- | ----------- |
| - Рамуш 17′ 51′ 67′ - Пепе 33′ - Геррейру 55′ - Леан 90+2′ | (отчёт) | Аканджи 58′ |

### Четвертьфиналы
| Хорватия                          | 1:1 (доп. вр.) | Бразилия                                 |
| --------------------------------- | -------------- | ---------------------------------------- |
| - Петкович 117′                   | (отчёт)        | - Неймар 105+1′                          |
| Пенальти                          |                |                                          |
| - Влашич - Майер - Модрич - Оршич | 4:2            | - Родриго - Каземиро - Педро - Маркиньос |

| Нидерланды                                                | 2:2 (доп. вр.) | Аргентина                                                   |
| --------------------------------------------------------- | -------------- | ----------------------------------------------------------- |
| Вегхорст 83′ 90+11′                                       | (отчёт)        | - Молина 35′ - Месси 73′ (пен.)                             |
| Пенальти                                                  |                |                                                             |
| - ван Дейк - Бергёйс - Копмейнерс - Вегхорст - Л. де Йонг | 3:4            | - Месси - Паредес - Монтиэль - Фернандес - Лаутаро Мартинес |

| Марокко       | 1:0     | Португалия |
| ------------- | ------- | ---------- |
| Эн-Несири 42′ | (отчёт) |            |

| Англия          | 1:2     | Франция                  |
| --------------- | ------- | ------------------------ |
| Кейн 54′ (пен.) | (отчёт) | - Чуамени 17′ - Жиру 78′ |

### Полуфиналы
| Аргентина                             | 3:0     | Хорватия |
| ------------------------------------- | ------- | -------- |
| - Месси 34′ (пен.) - Альварес 39′ 69′ | (отчёт) |          |

| Франция                           | 2:0     | Марокко |
| --------------------------------- | ------- | ------- |
| - Т. Эрнандес 5′ - Коло Муани 79′ | (отчёт) |         |

### Матч за третье место
| Хорватия                  | 2:1     | Марокко |
| ------------------------- | ------- | ------- |
| - Гвардиол 7′ - Оршич 42′ | (отчёт) | Дари 9′ |

### Финал
| Аргентина                              | 3:3 (доп. вр.) | Франция                                 |
| -------------------------------------- | -------------- | --------------------------------------- |
| - Месси 23′ (пен.) 108′ - Ди Мария 36′ | (отчёт)        | Мбаппе 80′ (пен.) 81′ 118′ (пен.)       |
| Пенальти                               |                |                                         |
| - Месси - Дибала - Паредес - Монтиэль  | 4:2            | - Мбаппе - Коман - Чуамени - Коло Муани |

## Чемпион
| Чемпион мира по футболу 2022 |
| Аргентина Третий титул       |

## Статистика

### Бомбардиры
Примечание: В скобках указано, сколько голов из общего числа забито с пенальти.
8 голов
- Килиан Мбаппе (2)

7 голов
- Лионель Месси (4)

4 гола
- Хулиан Альварес
- Оливье Жиру

3 гола
- Маркус Рашфорд
- Букайо Сака
- Ришарлисон
- Альваро Мората
- Коди Гакпо
- Гонсалу Рамуш
- Эннер Валенсия (1)

2 гола
- Гарри Кейн (1)
- Неймар (1)
- Мохаммед Кудус
- Никлас Фюллькруг
- Кай Хаверц
- Мехди Тареми (1)
- Ферран Торрес (1)
- Венсан Абубакар
- Юссеф Эн-Несири
- Ваут Вегхорст
- Роберт Левандовский (1)
- Рафаэл Леан
- Бруну Фернандеш (1)
- Чо Гю Сон
- Салим аль-Давсари
- Александар Митрович
- Джорджиан Де Арраскаэта
- Андрей Крамарич
- Брель Эмболо
- Рицу Доан

1 гол
- Крейг Гудвин
- Митчелл Дьюк
- Мэттью Леки
- Джуд Беллингем
- Джек Грилиш
- Рахим Стерлинг
- Фил Фоден
- Джордан Хендерсон
- Анхель Ди Мария
- Алексис Макаллистер
- Науэль Молина
- Энцо Фернандес
- Миши Батшуайи
- Винисиус Жуниор
- Каземиро
- Лукас Пакета
- Андре Айю
- Осман Букари
- Мохаммед Салису
- Серж Гнабри
- Илкай Гюндоган (1)
- Андреас Кристенсен
- Рамин Резаэян
- Рузбе Чешми
- Марко Асенсио
- Гави
- Дани Ольмо
- Карлос Солер
- Жан-Шарль Кастеллетто
- Эрик Шупо-Мотинг
- Алфонсо Дейвис
- Мохаммед Мунтари
- Хуан Пабло Варгас
- Ельцин Техеда
- Кейшер Фуллер
- Закария Абухляль
- Хаким Зиеш
- Ашраф Дари
- Ромен Саисс
- Энри Мартин
- Луис Чавес
- Дейли Блинд
- Френки Де Йонг
- Мемфис Депай
- Дензел Дюмфрис
- Дэви Классен
- Пётр Зелиньский
- Рафаэл Геррейру
- Рикарду Орта
- Пепе
- Криштиану Роналду (1)
- Жуан Феликс
- Ким Ён Гвон
- Пэк Сын Хо
- Хван Хи Чхан
- Салех аш-Шехри
- Булайе Диа
- Фамара Дьедью
- Бамба Дьенг
- Калиду Кулибали
- Исмаила Сарр (1)
- Страхиня Павлович
- Сергей Милинкович-Савич
- Душан Влахович
- Тимоти Веа
- Кристиан Пулишич
- Хаджи Райт
- Вахби Хазри
- Гарет Бейл (1)
- Рандаль Коло Муани
- Адриан Рабьо
- Орельен Чуамени
- Тео Эрнандес
- Бруно Петкович
- Марко Ливая
- Ловро Майер
- Иван Перишич
- Йошко Гвардиол
- Мислав Оршич
- Мануэль Аканджи
- Ремо Фройлер
- Джердан Шакири
- Мойсес Кайседо
- Такума Асано
- Дайдзэн Маэда
- Ао Танака

Автоголы
- Энцо Фернандес (в матче 1/8 финала против  Австралии)
- Найеф Агерд (в матче группового этапа против  Канады)

### Авторы голевых передач
3 голевые передачи
- Гарри Кейн
- Лионель Месси
- Бруну Фернандеш
- Антуан Гризманн
- Иван Перишич

2 голевые передачи
- Фил Фоден
- Винисиус Жуниор
- Жорди Альба
- Дензел Дюмфрис
- Дэви Классен
- Рафаэл Геррейру
- Диогу Дало
- Жуан Феликс
- Андрия Живкович
- Душан Тадич
- Кристиан Пулишич
- Усман Дембеле
- Килиан Мбаппе
- Маркус Тюрам
- Тео Эрнандес
- Мислав Оршич

1 голевая передача
- Мэттью Леки
- Райли Макгри
- Джуд Беллингем
- Гарри Магуайр
- Рахим Стерлинг
- Каллум Уилсон
- Калвин Филлипс
- Люк Шоу
- Алексис Макаллистер
- Анхель Ди Мария
- Науэль Молина
- Николас Отаменди
- Энцо Фернандес
- Тоби Алдервейрелд
- Лукас Пакета
- Родриго
- Тиагу Силва
- Джордан Айю
- Иньяки Уильямс
- Джамал Мусиала
- Давид Раум
- Никлас Фюллькруг
- Серж Гнабри
- Лерой Зане
- Йоаким Андерсен
- Али Голизаде
- Мехди Тареми
- Сесар Аспиликуэта
- Гави
- Альваро Мората
- Дани Ольмо
- Венсан Абубакар
- Жан-Шарль Кастеллетто
- Жером Нгом Мбекели
- Николя Н’Кулу
- Тейджон Бьюкенен
- Исмаиль Мохаммед
- Ельцин Техеда
- Яхья Аттьят-Алла
- Хаким Зиеш
- Абдельхамид Сабири
- Ашраф Хакими
- Сесар Монтес
- Дейли Блинд
- Френки Де Йонг
- Роберт Левандовский
- Гонсалу Рамуш
- Ким Джин Су
- Ли Кан Ин
- Сон Хын Мин
- Фирас аль-Бурайкан
- Хаттан Бахебри
- Илиман Ндиай
- Исмаил Якобс
- Сержиньо Дест
- Аисса Лаидуни
- Луис Суарес
- Адриан Рабьо
- Йосип Юранович
- Деян Ловрен
- Марко Ливая
- Рубен Варгас
- Сильван Видмер
- Джибриль Соу
- Джердан Шакири
- Анхело Пресьядо
- Феликс Торрес
- Мая Ёсида
- Ко Итакура
- Дзюнъя Ито
- Каору Митома

### Нереализованные пенальти
- Гарри Кейн (в матче 1/4 финала против  Франции)
- Лионель Месси (в матче группового этапа против  Польши)
- Андре Айю (в матче группового этапа против  Уругвая)
- Алфонсо Дейвис (в матче группового этапа против  Бельгии)
- Роберт Левандовский (в матче группового этапа против  Мексики)
- Салим аль-Давсари (в матче группового этапа против  Польши)

### Дисквалификации
Футболист, получивший красную карточку или набравший в различных матчах две жёлтые, пропускает следующую игру. В случае выбытия сборной после этапа, на котором началась дисквалификация игрока, размер санкции определяется дополнительно.
| Футболист           | Команда           | Нарушения                                                       | Пропущенные матчи            |
| ------------------- | ----------------- | --------------------------------------------------------------- | ---------------------------- |
| Уэйн Хеннесси       | Уэльс             | в группе B против Ирана                                         | в группе B против Англии     |
| Алиреза Джаханбахш  | Иран              | в группе B против Англии в группе B против Уэльса               | в группе B против США        |
| Джегсон Мендес      | Эквадор           | в группе A против Катара в группе A против Нидерландов          | в группе A против Сенегала   |
| Абдулелах аль-Малки | Саудовская Аравия | в группе C против Аргентины в группе C против Польши            | в группе C против Мексики    |
| Франсиско Кальво    | Коста-Рика        | в группе Е против Испании в группе Е против Японии              | в группе Е против Германии   |
| Амаду Онана         | Бельгия           | в группе F против Канады в группе F против Марокко              | в группе F против Хорватии   |
| Идрисса Гейе        | Сенегал           | в группе A против Нидерландов в группе A против Эквадора        | в 1/8 финала против Англии   |
| Абдулела аль-Амри   | Саудовская Аравия | в группе C против Польши в группе C против Мексики              |                              |
| Ко Итакура          | Япония            | в группе E против Коста-Рики в группе E против Испании          | в 1/8 финала против Хорватии |
| Алиду Сейду         | Гана              | в группе H против Португалии в группе H против Уругвая          |                              |
| Страхиня Павлович   | Сербия            | в группе G против Бразилии в группе G против Швейцарии          |                              |
| Неманья Гудель      | Сербия            | в группе G против Бразилии в группе G против Швейцарии          |                              |
| Никола Миленкович   | Сербия            | в группе G против Камерунa в группе G против Швейцарии          |                              |
| Саша Лукич          | Сербия            | в группе G против Бразилии в группе G против Швейцарии          |                              |
| Коллинс Фаи         | Камерун           | в группе G против Швейцарии в группе G против Бразилии          |                              |
| Венсан Абубакар     | Камерун           | в группе G против Бразилии                                      |                              |
| Джексон Ирвин       | Австралия         | в группе D против Франции в 1/8 финала против Аргентины         |                              |
| Милош Дегенек       | Австралия         | в группе D против Дании в 1/8 финала против Аргентины           |                              |
| Мэтти Кэш           | Польша            | в группе С против Саудовской Аравии в 1/8 финала против Франции |                              |
| Чон У Ён            | Республика Корея  | в группе H против Ганы в 1/8 финала против Бразилии             |                              |
| Фабиан Шер          | Швейцария         | в группе G против Сербии в 1/8 финала против Португалии         |                              |
| Маркос Акунья       | Аргентина         | в группе C против Польши в 1/4 финала против Нидерландов        | в 1/2 финала против Хорватии |
| Гонсало Монтиэль    | Аргентина         | в группе C против Мексики в 1/4 финала против Нидерландов       | в 1/2 финала против Хорватии |
| Дензел Дюмфрис      | Нидерланды        | в 1/4 финала против Аргентины                                   |                              |
| Валид Шеддира       | Марокко           | в 1/4 финала против Португалии                                  | в 1/2 финала против Франции  |

### Количество пропущенных мячей
| Количество пропущенных мячей | Количество пропущенных мячей | Количество пропущенных мячей | Количество пропущенных мячей | Количество пропущенных мячей | Количество пропущенных мячей | Количество пропущенных мячей | Количество пропущенных мячей | Количество пропущенных мячей | Количество пропущенных мячей | Количество пропущенных мячей | Количество пропущенных мячей |
| 0                            | 1                            | 2                            | 3                            | 4                            | 5                            | 6                            | 7                            | 8                            | 9                            | 10                           | 11                           |
| ---------------------------- | ---------------------------- | ---------------------------- | ---------------------------- | ---------------------------- | ---------------------------- | ---------------------------- | ---------------------------- | ---------------------------- | ---------------------------- | ---------------------------- | ---------------------------- |
| Мунир Мохамеди               | Эдерсон                      | Алисон                       | Тибо Куртуа                  | Джордан Пикфорд              | Мануэль Нойер                | Мэтью Райан                  | Лоуренс Ати-Зиджи            | Эмилиано Мартинес            |                              |                              | Кейлор Навас                 |
|                              | Андре Онана                  | Алиреза Бейраванд            | Унаи Симон                   | Каспер Шмейхель              | Войцех Щенсный               | Мешал Баршим                 | Хоссейн Хоссейни             | Ким Сын Гю                   |                              |                              |                              |
|                              | Аймен Дахмен                 | Саад аль-Шиб                 | Девис Эпасси                 | Андрис Нопперт               | Мухаммед аль-Уваис           | Диогу Кошта                  | Эдуар Менди                  | Ваня Милинкович-Савич        |                              |                              |                              |
|                              | Уэйн Хеннесси                | Серхио Рочет                 | Гильермо Очоа                | Мэтт Тернер                  | Дэнни Уорд                   | Янн Зоммер                   | Доминик Ливакович            | Милан Борян                  |                              |                              |                              |
|                              | Стив Манданда                | Грегор Кобель                | Эрнан Галиндес               |                              | Яссин Буну                   |                              | Уго Льорис                   |                              |                              |                              |                              |
|                              |                              |                              | Сюити Гонда                  |                              |                              |                              |                              |                              |                              |                              |                              |

## Награды
По окончании турнира ФИФА вручила индивидуальные награды.
| Золотой мяч                           | Серебряный мяч                        | Бронзовый мяч                        |
| ------------------------------------- | ------------------------------------- | ------------------------------------ |
| Лионель Месси                         | Килиан Мбаппе                         | Лука Модрич                          |
| Золотая бутса                         | Серебряная бутса                      | Бронзовая бутса                      |
| Килиан Мбаппе                         | Лионель Месси                         | Оливье Жиру                          |
| 8 голов, 2 голевые передачи 597 минут | 7 голов, 3 голевые передачи 690 минут | 4 гола, 0 голевых передач 423 минуты |
| Золотая перчатка                      |                                       |                                      |
| Эмилиано Мартинес                     |                                       |                                      |
| Лучший молодой игрок                  |                                       |                                      |
| Энцо Фернандес                        |                                       |                                      |
| Награда фейр-плей                     |                                       |                                      |
| Англия                                |                                       |                                      |
| Лучший гол турнира                    |                                       |                                      |
| Ришарлисон (в матче против Сербии)    |                                       |                                      |

## Призовой фонд турнира
Всего на ЧМ-2022 ФИФА выделила $440 млн призовых, что на $40 млн больше, чем призовой фонд ЧМ-2018 в России. По данным издания «РБ Бизнес» сборная Аргентины как победитель турнира получила $42 млн призовых. Серебряный призер Франция — $30 млн, Хорватия за бронзу $27 млн, сборная Марокко $25 млн. Команды, выбывшие на 1/4 стадии получили по $17 млн, не прошедшие 1/8 —$13 млн. Не вышедшие из группы получили по $10,5 млн (включая выданный каждой команде транш в $1,5 млн на покрытие расходов на подготовку к турниру).

## Символика

### Логотип
Логотип ЧМ-2022 является лентой, символизирующей бесконечность и гармонию, а также форму песчаных дюн. На ленте изображены традиционные арабские орнаменты. В логотипе можно разглядеть цифры 2 и 0 (связано с годом проведения). Он изображён в цветах катарского флага, и традиционно белой арабской одежды. Надпись Qatar 2022 стилизована под арабицу.

### Талисман
Талисман был представлен на церемонии жеребьёвки финального этапа чемпионата мира по футболу 30 марта 2022 года. Им стал белый, напоминающий традиционную арабскую одежду — кандуру с гапфией, ковёр-самолёт по имени Лаиб (араб. لاعب‎ — с арабского «игрок»). По описанию на сайте ФИФА, он пришёл из «параллельной вселенной маскотов, которую невозможно описать». Кроме того, Лаиб представлен как «предприимчивый, весёлый и любопытный».

### Музыка
Впервые для чемпионата мира была выпущена не отдельная песня, а целый альбом. Вступительную песню «Dreamers» исполнил южнокорейский певец Чонгук из BTS совместно с катарским коллегой Фахадом Аль Кубаиси.

## Права на трансляцию
| Страна               | Вещатель                                  | Источники            |
| -------------------- | ----------------------------------------- | -------------------- |
| Австралия            | SBS                                       | [ 24 ] [ 25 ]        |
| Австрия              | ORF                                       |                      |
| Азербайджан          | İTV                                       |                      |
| Албания              | RTSH                                      |                      |
| Аргентина            | TV Pública, TyC Sports                    |                      |
| Армения              | Общественное телевидение Армении          |                      |
| Бельгия              | VRT, RTBF                                 |                      |
| Болгария             | BNT                                       |                      |
| Босния и Герцеговина | BHRT                                      |                      |
| Бразилия             | Rede Globo                                | [ 26 ]               |
| Великобритания       | BBC, ITV, Sky                             | [ 27 ]               |
| Венгрия              | MTVA                                      |                      |
| Вьетнам              | VTV                                       |                      |
| Германия             | ARD, ZDF                                  | [ 27 ] [ 28 ] [ 29 ] |
| Греция               | EPT                                       |                      |
| Грузия               | Общественное вещание Грузии               |                      |
| Дания                | DR                                        |                      |
| Израиль              | IPBC                                      |                      |
| Индия                | Sony SIX                                  | [ 30 ] [ 31 ] [ 32 ] |
| Индонезия            | RCTI                                      |                      |
| Ирландия             | RTÉ                                       |                      |
| Исландия             | RÚV TV                                    |                      |
| Испания              | RTVe                                      |                      |
| Италия               | Rai, Mediaset                             |                      |
| Канада               | CTV, RDS, TSN                             | [ 25 ] [ 33 ]        |
| Кипр                 | CyBC                                      |                      |
| Китай                | CCTV                                      |                      |
| Китайская Республика | CTS                                       |                      |
| Латвия               | LTV                                       |                      |
| Литва                | LRT                                       |                      |
| Северная Македония   | MRT                                       |                      |
| Малайзия             | Astro, RTM                                |                      |
| Мальта               | PBS                                       |                      |
| Мексика              | Televisa, TV Azteca                       |                      |
| Молдова              | TRM                                       |                      |
| Монголия             | MNB                                       |                      |
| Непал                | NTV                                       |                      |
| Нидерланды           | NOS                                       |                      |
| Новая Зеландия       | Sky Sport                                 |                      |
| Норвегия             | NRK                                       |                      |
| Польша               | TVP                                       |                      |
| Португалия           | RTP                                       | [ 34 ]               |
| Республика Корея     | SBS, KBS, MBC                             |                      |
| Казахстан            | Qazaqstan, Qazsport                       |                      |
| Кыргызстан           | RTP                                       |                      |
| Россия               | Матч ТВ                                   | [ 36 ]               |
| Румыния              | TVR                                       |                      |
| Сербия               | RTS                                       |                      |
| Словакия             | RTVS                                      |                      |
| США                  | Fox, Telemundo                            | [ 37 ] [ 38 ]        |
| Таджикистан          | Варзиш ТВ, Футбол                         |                      |
| Таиланд              | Plan B                                    |                      |
| Турция               | TRT                                       |                      |
| Узбекистан           | O‘zMTRK (Sport, Yoshlar, Mahalla, Sport2) |                      |
| Украина              | НОТУ, Megogo                              |                      |
| Франция              | TF1, France Televisions, Canal+           |                      |
| Финляндия            | Yle                                       |                      |
| Хорватия             | HRT                                       |                      |
| Черногория           | RTCG                                      |                      |
| Чехия                | ČT                                        |                      |
| Чили                 | Canal 13, TVN                             |                      |
| Швейцария            | SRG SSR                                   | [ 39 ]               |
| Швеция               | SVT, TV4                                  | [ 28 ] [ 29 ]        |
| Эстония              | ERR                                       |                      |
| ЮАР                  | SABC                                      |                      |
| Япония               | NHK, TV Tokyo                             |                      |

| Регион                                    | Вещатель                                         | Источники            |
| ----------------------------------------- | ------------------------------------------------ | -------------------- |
| Европа/Европа                             | EBU                                              | [ 28 ] [ 40 ]        |
| Карибские острова                         | SportsMax                                        | [ 25 ] [ 41 ]        |
| Средний и Ближний Восток, Северная Африка | beIN Sports Arabia                               | [ 42 ] [ 43 ] [ 44 ] |
| Океания                                   | SBS                                              |                      |
| Чёрная Африка                             | Econet Media, Infront Sports & Media, SuperSport |                      |

## Подготовка к проведению турнира

### Экономика
По предварительным данным чемпионат 2022 года станет самым дорогим за всю историю проведения турнира, в 22-й мундиаль будет вложено более 200 миллиардов долларов.

### Продажа алкоголя
В Катаре, как исламской стране, запрещены продажа и употребление алкоголя.
На время проведения чемпионата мира в стране будут частично легализованы продажа и употребление алкоголя, однако делать это можно будет только в фан-зонах.
За два дня до начала турнира ФИФА, после совещания с властями страны, запретили продажу содержащего алкоголь пива на всех стадионах, на которых будут проходить матчи турнира (алкогольные напитки будут доступны только на фестивале болельщиков ФИФА, других фан-зонах и лицензированных площадках за периметрами арены); при этом финансовые потери компании Budweiser, имеющей спонсорский контракт с ФИФА, составят около 75 миллионов евро и она может подать в суд на организаторов турнира.

## Споры и разногласия

### Перенос ЧМ из-за климата
Из-за климатических условий в Катаре высказывались опасения по поводу проведения чемпионата мира по футболу в его традиционные сроки — июнь и июль. В октябре 2013 года была создана целевая группа для рассмотрения альтернативных дат и подготовки отчёта после чемпионата мира по футболу 2014 года в Бразилии. 24 февраля 2015 года оперативная группа ФИФА предложила провести турнир с конца ноября до конца декабря 2022 года, чтобы избежать летней жары в период с мая по сентябрь, а также избежать столкновения с зимними Олимпийскими играми 2022 года в феврале и Рамаданом в апреле.
Идея проведения турнира в ноябре вызывает споры, поскольку это может помешать графику регулярного чемпионата некоторых национальных лиг по всему миру. Комментаторы отметили, что столкновение с западным рождественским сезоном, вероятно, вызовет сбои, в то время как есть опасения по поводу того, насколько коротким должен быть турнир. Член исполкома ФИФА Тео Цванцигер сказал, что присуждение чемпионата мира 2022 года пустынному государству Катара было «вопиющей ошибкой». Фрэнк Лоуи, председатель Федерации футбола Австралии, сказал, что если чемпионат мира 2022 года будет перенесён на ноябрь и тем самым нарушит график А-лиги, они будут требовать компенсации от ФИФА. Ричард Скудамор, исполнительный директор Премьер-лиги, заявил, что они подумают о судебном иске против ФИФА, поскольку такой шаг может помешать популярной программе Премьер-лиги на Рождество и Новый год. 19 марта 2015 года источники ФИФА подтвердили, что финал чемпионата мира 2022 года состоится 18 декабря.

### Политика
- Победа Катара за право проведения чемпионата мира сделала острым вопрос в отношении положения сексуальных меньшинств во время мундиаля. Гомосексуальность в Катаре запрещена законом. В ФИФА уверены, что никаких инцидентов на ЛГБТ-почве не должно произойти. В частности, бывший президент ФИФА Йозеф Блаттер по этому поводу заявил следующее: «Мы живём в мире свободы, и я уверен, что когда в 2022 году в Катаре пройдёт Кубок мира, проблем не будет»[50].
- Дипломатических представительств Катара в Израиле и Израиля в Катаре на сегодняшний день нет, хотя де-факто между Израилем и Катаром установлены политические отношения. В случае выхода сборной Израиля на чемпионат мира игроки могли бы получить разрешение на въезд в страну[51] (в действительности Израиль в отборочной зоне УЕФА не квалифицировался на чемпионат мира).

### Коррупционный скандал
- 27 мая 2015 года прокуратура Швейцарии открыла уголовное дело в связи с заявками России и Катара (чемпионаты мира 2018 и 2022, соответственно). По подозрению в коррупции были арестованы представители высшего руководства ФИФА. Некоторые из арестованных признали свою вину, в том числе Чарльз Блейзер — бывший председатель КОНКАКАФ и член исполкома ФИФА. Представители ФИФА в тот же день заявили, что заявки России и Катара пересмотрены не будут, несмотря на скандал и аресты[52].
- 7 июня 2015: Председатель комиссии по аудиту и соблюдению правил ФИФА Доменико Скала не исключил возможности отмены проведения чемпионатов мира в России и Катаре в случае обнаружения серьёзных нарушений[53].
- 18 июня 2019 года: Бывшего президента Союза европейских футбольных ассоциаций (УЕФА) Мишеля Платини арестовали по подозрению в коррупции. Французская полиция задержала Платини в пригороде Парижа утром 18 июня 2019 года. Арест бывшего главы европейского футбола прошёл в рамках расследования коррупции при выборах страны-организатора чемпионата мира-2022, победителем которых стал Катар[54].
- 9 декабря 2022 года: Во время чемпионата в Катаре Федеральной полицией Бельгии в результате расследования уголовного дела об организованной преступности, коррупции и отмывания денег, связанных с лоббистской деятельностью в поддержку заявки Катара на проведение чемпионата, была арестована вице-председатель Европейского парламента Ева Кайли[55]. Также по этому делу были арестованы генеральный секретарь Международной конфедерации профсоюзов Лука Визентини, бывший депутат Европейского парламента Антонио Панцери[56].

### Смерть рабочих
По подсчётам газеты The Guardian, за время подготовки чемпионата мира 2022 года в Катаре скончалось более 6,5 тыс. мигрантов, работавших на строительстве стадионов, отелей и других объектов. Больше всего скончалось граждан Индии — 2,7 тыс. человек, ещё 1,6 тыс.— из Непала, 1 тыс.— из Бангладеш, более 800 — из Пакистана и чуть более 550 — из Шри-Ланки. Ранее правозащитные организации неоднократно сообщали о нарушении прав рабочих на этих стройках и о плохих условиях труда там, в частности в 2015 году Amnesty International опубликовала данные о 441 погибшем за год на этих стройках и нарушении прав рабочих.

### Катарский дипломатический кризис
5 июня 2017 года Саудовская Аравия, Египет, Бахрейн, Объединенные Арабские Эмираты и Йемен разорвали дипломатические отношения с Катаром, обвинив его в дестабилизации обстановки в регионе и поддержке террористических групп. Саудовская Аравия, Йемен, Мавритания, Объединённые Арабские Эмираты, Бахрейн и Египет в открытом письме к ФИФА потребовали отменить турнир в Катаре и перенести его проведение в другую страну мира, назвав Катар «пристанищем для террористов». В октябре 2017 года глава службы безопасности Дубая в ОАЭ, генерал-лейтенант Дахи Халфан Тамим, охарактеризовал дипломатический конфликт словами о том, что «блокада страны закончится, если она сдастся на чемпионате мира по футболу». Сообщение, вероятно, подразумевало, что экономическая блокада Катара, начатая Саудовской Аравией, была организована только из-за того, чтобы Катар не принимал мировое футбольное первенство.

## Курьёзные ситуации и запреты
Самым резонансным запретом для болельщиков стало ограничение на продажу пива, введённое в последний момент.
Однако, кроме запрета продажи алкоголя, имеется ещё несколько резонансных случаев. Так, например, несмотря на договорённости между ФИФА и Катаром об использовании символики ЛГБТ, спортсменам запретили надевать повязки с радужным флагом и надписью OneLove. Футбольная ассоциация заявила, что за ношение таких повязок во время матча игроки будут получать жёлтые карточки. Из-за этого, например, Датский футбольный союз не исключил, что организация покинет ФИФА.
FIFA запретила носить на стадионе костюмы крестоносцев. ФИФА объяснила ограничение тем, что ношение таких костюмов может быть оскорбительным для мусульман. До публикации этого ограничения двух английских болельщиков в соответствующих костюмах не пропустили на матч между Англией и Ираном.
В матчах группового турнира были зафиксированы случаи несоответствия количества присутствующих на играх зрителей с официальной вместимостью арен.

## Коррупционный скандал
13 декабря бельгийское издание Le Soir сообщила, что в рамках обысков по делу о коррупции в Европарламенте, при организации чемпионата мира по футболу было изъято 1,5 млн евро. Деньги, которые, по версии следствия, политики получили за организацию чемпионата мира в Катаре, нашли дома у двух политиков: экс-депутата Европарламента Пьера Антонио Панцери и вице-президента Европарламента Евы Кайли.